# ボーダー・ブルドッグス
ボーダー・ブルドッグス（英: Border Bulldogs）は、南アフリカ共和国の東ケープ州イースト・ロンドンを拠点とするラグビーユニオンチーム。カリーカップに所属。

## 概要
南アフリカに14あるラグビーユニオン地域協会の1つ、ボーダー（Border）協会の代表チーム。
ボーダー協会は東ケープ州東部地域を管轄している。ボーダーは東ケープ州東部地域の呼称。
1892年の第1回カリーカップに出場した5チームの1つ。1930年代にカリーカップを2回制した。
同じ東ケープ州を拠点とするイースタン・プロヴィンス・エレファンツとはライバル関係にある。

## 歴史
1891年、当時のイギリス領ケープ植民地にボーダー（ボーダー協会）として創設。
1892年、キンバリーで第1回カリーカップが開催され、ウェスタン・プロヴィンス、グリクアランド・ウェスト、トランスヴァール、ナタール、ボーダーの5チームが参加した。大会はウェスタン・プロヴィンスが制した。
1932年と1934年にカリーカップを連覇。ともにウェスタン・プロヴィンスとの両チーム優勝であった。
1999年、ボーダー・ブルドッグスに改称。

## タイトル
2022年7月現在
- カリーカップ
  - 優勝 2回：1932[注 3], 1934[注 3]

## 歴代所属選手
- エウンズ・コツゼ
- ラウル・ラーソン
- ヤコ・エンゲルス
- ルカニョ・アム
- バーナード・ルルー（ フランス代表）
- マカゾレ・マピンピ